# Carolina Costagrande
Carolina Costagrande est une joueuse italo-argentine de volley-ball née le 15 octobre 1980 à El Trébol (Santa Fe). Elle mesure 1,88 m et joue au poste de réceptionneuse-attaquante. Elle totalise 41 sélections en équipe d'Italie.

## Clubs
| Club                | Pays    | De        | À         |
| ------------------- | ------- | --------- | --------- |
| Pallavolo Palermo   | Italie  | 1998-1999 | 1998-1999 |
| Busto Arsizio       | Italie  | 1999-2000 | 1999-2000 |
| Teodora Ravenna     | Italie  | 2000-2001 | 2000-2001 |
| Pieralisi Jesi      | Italie  | 2001-2002 | 2002-2003 |
| Teodora Ravenna     | Italie  | 2003-2004 | 2003-2004 |
| Volley 2002 Forlì   | Italie  | 2004-2005 | 2004-2005 |
| Scavolini Pesaro    | Italie  | 2004-2005 | 2009-2010 |
| Dinamo Moscou       | Russie  | 2010-2011 | 2010-2011 |
| Evergrand Guangdong | Chine   | 2011-2012 | 2012-2013 |
| Vakıfbank İstanbul  | Turquie | 2013-2014 | …         |

## Palmarès

### Équipe nationale
- Championnat d'Amérique du Sud
  - Finaliste : 1999, 2001.
- Coupe du monde
  - Vainqueur : 2011.

### Clubs
- Coupe de la CEV (2)
  - Vainqueur : 2006, 2008
- Championnat d'Italie (3)
  - Vainqueur : 2008, 2009, 2010
- Coupe d'Italie (1)
  - Vainqueur : 2009
- Supercoupe d'Italie (3)
  - Vainqueur: 2006,  2008, 2009.
- Championnat de Chine
  - Vainqueur : 2012.
  - Finaliste : 2013.
- Championnat féminin AVC des clubs
  - Vainqueur : 2013.
- Supercoupe de Turquie
  - Vainqueur: 2013.
- Championnat du monde des clubs
  - Vainqueur : 2013.
- Ligue des champions
  - Finaliste : 2014.
- Coupe de Turquie
  - Vainqueur : 2014.
- Championnat de Turquie
  - Vainqueur : 2014.

### Récompenses individuelles
- Coupe du monde de volley-ball féminin 2011: MVP.
- Ligue des champions de volley-ball féminin 2013-2014: Meilleur réceptionneuse.